# Municipio de Karlskrona
El municipio de Karlskrona (en sueco: Karlskrona kommun) es un municipio en la provincia de Blekinge, al sur de Suecia. Su sede se encuentra en la ciudad de Karlskrona. Como la mayoría de municipios suecos, se creó durante la reforma municipal a principios de los años setenta, combinando varias unidades anteriores de tipo urbano y rural, entre ellas la ciudad de Karlskrona.

## Localidades
Hay 18 áreas urbanas (tätort) en el municipio:
| #  | Tätort                     | Población |
| -- | -------------------------- | --------- |
| 1  | Karlskrona                 | 32,606    |
| 2  | Rödeby                     | 3,356     |
| 3  | Nättraby                   | 3,053     |
| 4  | Jämjö                      | 2,596     |
| 5  | Hasslö                     | 1,643     |
| 6  | Sturkö                     | 1,293     |
| 7  | Fridlevstad                | 697       |
| 8  | Tving                      | 477       |
| 9  | Torhamn                    | 473       |
| 10 | Spjutsbygd                 | 422       |
| 11 | Fågelmara                  | 398       |
| 12 | Skavkulla och Skillingenäs | 380       |
| 13 | Holmsjö                    | 347       |
| 14 | Drottningskär              | 328       |
| 15 | Gängletorp                 | 276       |
| 16 | Kättilsmåla                | 238       |
| 17 | Nävragöl                   | 229       |
| 18 | Brömsebro                  | 213       |

## Ciudades hermanas
Karlskrona está hermanado o tiene tratado de cooperación con:
| - Hillerød, Dinamarca - Horten, Noruega | - Loviisa, Finlandia - Ólafsfjörður, Islandia | - Klaipėda, Lituania - Gdynia, Polonia | - Baltisk, Rusia - Aizpute, Letonia |